# Liste der Orte im Landkreis Lindau (Bodensee)
Diese Liste der Orte im Landkreis Lindau (Bodensee) listet die 446 amtlich benannten Gemeindeteile (Hauptorte, Kirchdörfer, Pfarrdörfer, Dörfer, Weiler und Einöden) im Landkreis Lindau (Bodensee) auf.

## Systematische Liste
Alphabet der Städte und Gemeinden mit den zugehörigen Orten. Orte, die eingeklammert sind, sind nach derzeitigem Stand (19. August 2019) keine amtlich benannten Gemeindeteile mehr. Die Zahl der Gemeindeteile richtet sich nach dem derzeitigen Stand.
- Bodolz mit 9 Gemeindeteilen:
  - Pfarrdorf Ebnet
  - Dörfer Bodolz, Bettnau, Enzisweiler, Hochsträß, Hoyerberg und Taubenberg
  - Weiler Bruggach und Mittenbuch

- Gestratz mit 34 Gemeindeteilen:
  - Pfarrdorf Gestratz
  - Dörfer Brugg, Dorenwaid, Horben, Isnerberg, Thalendorf, Zwirkenberg
  - Weiler Altenburg, Altensberg, Altringenberg, Dinnensberg, Ehrlach, Hochglend, Kössentöbele, Lanzenberg, Lengersau, Rauen, Ried, Rothentöbele, Rutzen, Schnattern, Schweineburg, Unterreute und Unterschmitten
  - Einöden Ackers, Eggen, Herrgottswiesen, Hubers, Kenners, Leiden, Malleichen, Metzlers, Stoffels und Tannen

- Grünenbach mit 16 Gemeindeteilen:
  - Pfarrdörfer Ebratshofen und Grünenbach
  - Dörfer Heimhofen und Schönau
  - Weiler Au, Bischlecht, Hohenegg, Laubenberg (mit der Burgruine Altlaubenberg), Motzgatsried, Pferrenberg, Schüttentobel und Unterried
  - Einöden (Galgenbauer), Gerstland, Oberried, Schneit, Steig und (Stein) und der (Heiligenholzalpe)

- Markt Heimenkirch mit 20 Gemeindeteilen:
  - Hauptort Heimenkirch
  - Dörfer Berg, Biesenberg, Engenberg, Geigersthal, Mapprechts, Meckatz, Menzen, Mothen, Oberhäuser, Riedhirsch, Wolfertshofen, Zwiesele
  - Weiler Hofs, Oberried, Unterried und (Ziegelstadel)
  - Einöden Aspach, (Buhmühle), Dreiheiligen, (Hammerschmiede) und Kappen
  - Schloss Syrgenstein

- Hergatz mit 21 Gemeindeteilen:
  - Pfarrdörfer Maria-Thann und Wohmbrechts
  - Dörfer Hergatz, Engelitz, Itzlings, Lengatz,  Schreckelberg, Schwarzenberg und Staudach
  - Weiler Adelgunz, Beuren, Edelitz, Grod, Handwerks, Möllen, Muthen I und Schwarzensee
  - Einöden Butzen, Gses, Muthen II und Reutenmühle

- Hergensweiler mit 15 Gemeindeteilen:
  - Pfarrdorf Hergensweiler
  - Dörfer Mollenberg, Oberholz, Obernützenbrugg, Rupolz, Scheidenweiler und Stockenweiler
  - Weiler Degermoos, Hagers, Unternützenbrugg, Volklings und Wolfgangsberg
  - Einöden Altis, Mietzlings und Schillers

- Große Kreisstadt Lindau (Bodensee) mit 48 Gemeindeteilen:
  - Hauptort Lindau
  - Stadtteile Aeschach, Bad Schachen, Degelstein, Hochbuch, Hoyren, Insel, Oberreutin, Reutin, Rickenbach, Schönau, Wannenthal und Zech
  - Pfarrdörfer Oberreitnau und Unterreitnau
  - Dörfer Bechtersweiler, Eggatsweiler, Heimesreutin, Höhenreute, Hörbolz, Motzach, Niederhaus, Oberhochsteg, Oberrengersweiler, Rengersweiler, Rickatshofen und Streitelsfingen  und (Unterhochsteg)
  - Weiler Dachsberg, Dürren, Giebelbach, Goldschmidsmühle, Greit, Hangnach, Hörbolzmühle, Humbertsweiler, Lattenweiler, Paradies, Sauters, (Soyers), Sulzenberg und Waltersberg
  - Einöden (Achrain), Bahnholz, (Ebnit), Gitzenweiler, Grünlach, Hugelitz, Schönbühl, Sulzenmoos, Unterwaltersberg und Wiesfleck

- Stadt Lindenberg im Allgäu mit 9 Gemeindeteilen:
  - Hauptort Lindenberg im Allgäu
  - Dörfer Ellgassen, Goßholz, Kellershub, Nadenberg, Ried und Weihers
  - Weiler Manzen und Ratzenberg

- Maierhöfen mit 35 Gemeindeteilen:
  - Pfarrdorf Maierhöfen
  - Dörfer Biesen, Happach, Riedholz und Ringenberg
  - Weiler Anderhalbs, Beeren, Birkach, Büchlenberg, Ehrhafts, Flucken, (Hochberg), Hochstädt, Kitzensberg, Linden, Neppen, Obersteig, Reute, Schweinebach, Straß, Untersteig, Vorholz, Warmhalden und Wolfbühl
  - Einöden Bengel, Buchers, Greit, Grub, Gschwend, Nagelringen, Raschenberg, Schanz, Scharfentöbele, Schwarzen, Steinlishof und Stockach

- Nonnenhorn mit 1 Gemeindeteil:
  - Pfarrdorf Nonnenhorn

- Oberreute mit 15 Gemeindeteilen:
  - Pfarrdorf Oberreute
  - Dörfer Hinterschweinhöf, Irsengund, Langenried und Stadels
  - Weiler Bächen, Beule, Ihlingshof, Schnellers, Schönebühl, Unterreute, Vorderschweinhöf und Zellers
  - Einöden (Kremlerbad), (Kremlermühle), Längene und Oberberg

- Opfenbach mit 17 Gemeindeteilen:
  - Pfarrdorf Opfenbach
  - Kirchdorf Wigratzbad
  - Dörfer Beuren, Göritz, Heimen, Litzis, Mäuchen, Mellatz, Myweiler und Ruhlands
  - Weiler Bleichen, Hämmerle, Lingenreute, Reute, Schrundholz und Spattweg
  - Einöden (Hammerschmiede), (Kleyenmühle) und Wigratz

- Röthenbach (Allgäu) mit 17 Gemeindeteilen:
  - Pfarrdorf Röthenbach (Allgäu)
  - Dörfer Auers, Egg, Happareute, Harratried, Kimpflen, Oberhäuser, Rentershofen und Steinegaden
  - Weiler Bauschwanden, Brettweg, Giesenberg, Oberschmitten, Schmalenberg, Vogelsang und Wigglis
  - Einöde Höll

- Markt Scheidegg mit 51 Gemeindeteilen:
  - Hauptort Scheidegg
  - Pfarrdorf Scheffau
  - Dörfer Böserscheidegg, Forst, Hammerbühl, Haus, Kinberg, Lindenau und Neuhaus
  - Weiler Ablers, Allmannsried, Buflingsried, Denzenmühle, Ebenschwand, Forstenhäuser, Gretenmühle, Hagspiel, Haslach, Hummel, Leintobel, Oberbuchenbühl, Oberstein, Rorgenmoos, Schalkenried, Unterschwenden und Unterstein
  - Einöden Ablermühle, Aizenreute, Bärfallen, Bieslings, Brand, Bronschwand, Bühl, Bux, Diethen, Ellersreute, Fürstenmühle, Geisgau, Greifen, Häuslings, Häuslingsmühle, Hochberg, Katzenmühle, Lötz, Rappenfluh, Reute, Rickenbach, Schirpfentobel, Schmalzgrube und Zollamt
  - Sanatorium Oberschwenden

- Sigmarszell mit 30 Gemeindeteilen:
  - Pfarrdörfer Bösenreutin, Niederstaufen und Sigmarszell
  - Dörfer Egghalden, Geislehen, Hangnach, Kinbach, Schlachters, Thumen, Witzigmänn und Zeisertsweiler
  - Weiler Adelberg, Biesings, Burgstall, Dornach, Emsgritt, Haggen, Heimholz, Hölzlers, Hubers, Immen, Kargen, Kinberg, Laiblachsberg, Leitfritz, Tobel, Umgangs und Widdum
  - Einöden (Greit), Haggenberg, (Immenmühle) und Infang

- Stiefenhofen mit 26 Gemeindeteilen:
  - Pfarrdorf Stiefenhofen
  - Kirchdorf Genhofen
  - Dörfer Balzhofen, Burkatshofen, Harbatshofen, Hopfen, Jungensberg, Mutten, Oberthalhofen, Rutzhofen, Unterthalhofen und Wolfsried
  - Weiler Aich, Berbruggen, Buch, Hahnschenkel, Holzleute, Isenbretshofen, Lautenberg, Mittelhofen, Ranzenried und Trabers
  - Einöden Gschwend, Hertnegg, (Hinteregg), Iringshofen, (Lerchenmühle), (Rastmühle), Schwanden und (Tobelmühle)

- Wasserburg (Bodensee) mit 8 Gemeindeteilen:
  - Pfarrdorf Wasserburg
  - Dörfer Hattnau, Hege, Hengnau, Reutenen und Selmnau
  - Weiler Bichel
  - Einöde Schwand

- Markt Weiler-Simmerberg mit 39 Gemeindeteilen:
  - Hauptort Simmerberg
  - Pfarrdorf Ellhofen
  - Dörfer Altenburg, Bremenried, Buchenbühl, Hagelstein, Hammermühle, Hasenried, Hellers, Moos, Oberleute, Riegen, Rothach, Ruppenmanklitz, Schreckenmanklitz, Siebers, Untertrogen, Weiler im Allgäu und Weißen
  - Weiler Au, Blättla, (Burgmühle), Dressen, Eyenbach, Kapfreute, Krähnberg, Lachershof, Nagelshub, Oberscheiben, Obertrogen, Rieder, Salmers, (Salmersberg) und Unterscheiben
  - Einöden Buch, Burg, Gunta, (Hammerschmiede), Kapfholz, Kapfmühle, Tobel und Unterberg

- Weißensberg mit 10 Gemeindeteilen:
  - Pfarrdorf Weißensberg
  - Dörfer Eggenwatt, Grübels, Lampertsweiler, Metzlers, Rehlings, Rothkreuz, Schwatzen und Wildberg
  - Weiler Oberhof

## Alphabetische Liste
In Fettschrift erscheinen die Orte, die namengebend für die Gemeinde sind. In Klammern ist die Gemeinde angegeben.

### A
- Ablermühle (Scheidegg)
- Ablers (Scheidegg)
- Achrain (Lindau/Bodensee)
- Ackers (Gestratz)
- Adelberg (Sigmarszell)
- Adelgunz (Hergatz)
- Aeschach (Lindau/Bodensee)
- Aich (Stiefenhofen)
- Aizenreute (Scheidegg)
- Allmannsried (Scheidegg)
- Altenburg (Gestratz)
- Altenburg (Weiler-Simmerberg)
- Altensberg (Gestratz)
- Altis (Hergensweiler)
- Altringenberg (Gestratz)
- Anderhalbs (Maierhöfen)
- Aspach (Heimenkirch)
- Au (Grünenbach)
- Au (Weiler-Simmerberg)
- Auers (Röthenbach/Allgäu)

### B
- Bächen (Oberreute)
- Bad Altensberg (Gestratz)
- Bahnholz (Lindau/Bodensee)
- Balzhofen (Stiefenhofen)
- Bärfallen (Scheidegg)
- Bauschwanden (Röthenbach/Allgäu)
- Bechtersweiler (Lindau/Bodensee)
- Beeren (Maierhöfen)
- Bengel (Maierhöfen)
- Berbruggen (Stiefenhofen)
- Berg (Heimenkirch)
- Bettnau (Bodolz)
- Beule (Oberreute)
- Beuren (Hergatz)
- Beuren (Opfenbach)
- Bichel (Wasserburg/Bodensee)
- Bischlecht (Grünenbach)
- Biesen (Maierhöfen)
- Biesenberg (Heimenkirch)
- Biesings (Sigmarszell)
- Bieslings (Scheidegg)
- Birkach (Maierhöfen)
- Blättla (Weiler-Simmerberg)
- Bleichen (Opfenbach)
- Bodolz
- Bösenreutin (Sigmarszell)
- Böserscheidegg (Scheidegg)
- Brand (Scheidegg)
- Bremenried (Weiler-Simmerberg)
- Brettweg (Röthenbach/Allgäu)
- Bronschwand (Scheidegg)
- Brugg (Gestratz)
- Bruggach (Bodolz)
- Buch (Stiefenhofen)
- Buch (Weiler-Simmerberg)
- Buchenbühl (Weiler-Simmerberg)
- Buchers (Maierhöfen)
- Büchlenberg (Maierhöfen)
- Buflingsried (Scheidegg)
- Bühl (Scheidegg)
- Buhmühle (Heimenkirch)
- Burg (Weiler-Simmerberg)
- Burgmühle (Weiler-Simmerberg)
- Burgstall (Sigmarszell)
- Burkatshofen (Stiefenhofen)
- Butzen (Hergatz)
- Bux (Scheidegg)

### D
- Dachsberg (Lindau/Bodensee)
- Degelstein (Lindau/Bodensee)
- Degermoos (Hergensweiler)
- Denzenmühle (Scheidegg)
- Diethen (Scheidegg)
- Dinnensberg (Gestratz)
- Dorenwaid (Gestratz)
- Dornach (Sigmarszell)
- Dreiheiligen (Heimenkirch)
- Dressen (Weiler-Simmerberg)
- Dürren (Lindau/Bodensee)

### E
- Ebenschwand (Scheidegg)
- Ebnet (Bodolz)
- Ebnit (Lindau/Bodensee)
- Ebratshofen (Grünenbach)
- Edelitz (Hergatz)
- Egg (Röthenbach/Allgäu)
- Eggatsweiler (Lindau/Bodensee)
- Eggen (Gestratz)
- Eggenwatt (Weißensberg)
- Egghalden (Sigmarszell)
- Ehrhafts (Maierhöfen)
- Ehrlach (Gestratz)
- Ellersreute (Scheidegg)
- Ellgassen (Lindenberg im Allgäu)
- Ellhofen (Weiler-Simmerberg)
- Emsgritt (Sigmarszell)
- Engelitz (Hergatz)
- Engenberg (Heimenkirch)
- Enzisweiler (Bodolz)
- Eyenbach (Weiler-Simmerberg)

### F
- Flucken (Maierhöfen)
- Forst (Scheidegg)
- Forstenhäuser (Scheidegg)
- Fürstenmühle (Scheidegg)

### G
- Galgenbauer (Grünenbach)
- Geigersthal (Heimenkirch)
- Geisgau (Scheidegg)
- Geislehen (Sigmarszell)
- Genhofen (Stiefenhofen)
- Gerstland (Grünenbach)
- Gestratz
- Giebelbach (Lindau/Bodensee)
- Giesenberg (Röthenbach/Allgäu)
- Gitzenweiler (Lindau/Bodensee)
- Goldschmidsmühle (Lindau/Bodensee)
- Göritz (Opfenbach)
- Goßholz (Lindenberg im Allgäu)
- Greifen (Scheidegg)
- Greit (Lindau/Bodensee)
- Greit (Maierhöfen)
- Greit (Sigmarszell)
- Gretenmühle (Scheidegg)
- Grod (Hergatz)
- Grub (Maierhöfen)
- Grübels (Weißensberg)
- Grünenbach
- Grünlach (Lindau/Bodensee)
- Gschwend (Maierhöfen)
- Gschwend (Stiefenhofen)
- Gses (Hergatz)
- Gunta (Weiler-Simmerberg)

### H
- Hagelstein (Weiler-Simmerberg)
- Hagers (Hergensweiler)
- Haggen (Sigmarszell)
- Haggenberg (Sigmarszell)
- Hagspiel (Scheidegg)
- Hahnschenkel (Stiefenhofen)
- Hammerbühl (Scheidegg)
- Hämmerle (Opfenbach)
- Hammermühle (Weiler-Simmerberg)
- Hammerschmiede (Heimenkirch)
- Hammerschmiede (Opfenbach)
- Hammerschmiede (Weiler-Simmerberg)
- Handwerks (Hergatz)
- Hangnach (Lindau/Bodensee)
- Hangnach (Sigmarszell)
- Happach (Maierhöfen)
- Happareute (Röthenbach/Allgäu)
- Harbatshofen (Stiefenhofen)
- Harratried (Röthenbach/Allgäu)
- Hasenried (Weiler-Simmerberg)
- Haslach (Scheidegg)
- Hattnau (Wasserburg/Bodensee)
- Haus (Scheidegg)
- Häuslings (Scheidegg)
- Häuslingsmühle (Scheidegg)
- Hegne (Wasserburg/Bodensee)
- Heiligenholzalpe (Grünenbach)
- Heimen (Opfenbach)
- Heimenkirch
- Heimesreutin (Lindau/Bodensee)
- Heimhofen (Grünenbach)
- Heimholz (Sigmarszell)
- Hellers (Weiler-Simmerberg)
- Hengnau (Wasserburg/Bodensee)
- Hergatz
- Hergensweiler
- Herrgottswiesen (Gestratz)
- Hertnegg (Stiefenhofen)
- Hinteregg (Stiefenhofen)
- Hinterschweinhöf (Oberreute)
- Hochberg (Maierhöfen)
- Hochberg (Scheidegg)
- Hochbuch (Lindau/Bodensee)
- Hochglend (Gestratz)
- Hochstädt (Maierhöfen)
- Hochsträß (Bodolz)
- Hofs (Heimenkirch)
- Hohenegg (Grünenbach)
- Höhenreute (Lindau/Bodensee)
- Höll (Röthenbach/Allgäu)
- Hölzlers (Sigmarszell)
- Holzleute (Stiefenhofen)
- Hopfen (Stiefenhofen)
- Horben (Gestratz)
- Hörbolz (Lindau/Bodensee)
- Hörbolzmühle (Lindau/Bodensee)
- Hoyerberg (Bodolz)
- Hoyren (Lindau/Bodensee)
- Hubers (Gestratz)
- Hubers (Sigmarszell)
- Hugelitz (Lindau/Bodensee)
- Humbertsweiler (Lindau/Bodensee)
- Hummel (Scheidegg)

### I
- Ihlingshof (Oberreute)
- Immen (Sigmarszell)
- Immenmühle (Sigmarszell)
- Infang (Sigmarszell)
- Insel (Lindau/Bodensee)
- Iringshofen (Stiefenhofen)
- Isenbretshofen (Stiefenhofen)
- Isnerberg (Gestratz)
- Irsengund (Oberreute)
- Itzlings (Hergatz)

### J
- Jungensberg (Stiefenhofen)

### K
- Kapfholz (Weiler-Simmerberg)
- Kapfmühle (Weiler-Simmerberg)
- Kapfreute (Weiler-Simmerberg)
- Kappen (Heimenkirch)
- Kargen (Sigmarszell)
- Katzenmühle (Scheidegg)
- Kellershub (Lindenberg im Allgäu)
- Kenners (Gestratz)
- Kimpflen (Röthenbach/Allgäu)
- Kinbach (Sigmarszell)
- Kinberg (Scheidegg)
- Kinberg (Sigmarszell)
- Kitzensberg (Maierhöfen)
- Kleyenmühle (Opfenbach)
- Kössentöbele (Gestratz)
- Krähnberg (Weiler-Simmerberg)
- Kremlerbad (Oberreute)
- Kremlermühle (Oberreute)

### L
- Lachershof (Weiler-Simmerberg)
- Laiblachsberg (Sigmarszell)
- Lampertsweiler (Weißensberg)
- Längene (Oberreute)
- Langenried (Oberreute)
- Lanzenberg (Gestratz)
- Lattenweiler (Lindau/Bodensee)
- Laubenberg (Grünenbach)
- Lautenberg (Stiefenhofen)
- Leiden (Gestratz)
- Leitfritz (Sigmarszell)
- Leintobel (Scheidegg)
- Lengatz (Hergatz)
- Lengersau (Gestratz)
- Lerchenmühle (Stiefenhofen)
- Lindau (Bodensee)
- Linden (Maierhöfen)
- Lindenau (Scheidegg)
- Lindenberg im Allgäu
- Lingenreute (Opfenbach)
- Litzis (Opfenbach)
- Lötz (Scheidegg)

### M
- Maierhöfen
- Malleichen (Gestratz)
- Manzen (Lindenberg im Allgäu)
- Mapprechts (Heimenkirch)
- Maria-Thann (Hergatz)
- Mäuchen (Opfenbach)
- Meckatz (Heimenkirch)
- Mellatz (Opfenbach)
- Menzen (Heimenkirch)
- Metzlers (Gestratz)
- Metzlers (Weißensberg)
- Mietzlings (Hergensweiler)
- Mittelhofen (Stiefenhofen)
- Mittenbuch (Bodolz)
- Möllen (Hergatz)
- Mollenberg (Hergensweiler)
- Moos (Weiler-Simmerberg)
- Mothen (Heimenkirch)
- Motzach (Lindau/Bodensee)
- Motzgatsried (Grünenbach)
- Muthen I (Hergatz)
- Muthen II (Hergatz)
- Mutten (Stiefenhofen)
- Myweiler (Opfenbach)

### N
- Nadenberg (Lindenberg im Allgäu)
- Nagelringen (Maierhöfen)
- Nagelshub (Weiler-Simmerberg)
- Neppen (Maierhöfen)
- Neuhaus (Scheidegg)
- Niederhaus (Lindau/Bodensee)
- Niederstaufen (Sigmarszell)
- Nonnenhorn

### O
- Oberberg (Oberreute)
- Oberbuchenbühl (Scheidegg)
- Oberhäuser (Heimenkirch)
- Oberhäuser (Röthenbach/Allgäu)
- Oberhochsteg (Lindau/Bodensee)
- Oberhof (Weißensberg)
- Oberholz (Hergensweiler)
- Oberleute (Weiler-Simmerberg)
- Obernützenbrugg (Hergensweiler)
- Oberreitnau (Lindau/Bodensee)
- Oberrengersweiler (Lindau/Bodensee)
- Oberreute
- Oberreutin (Lindau/Bodensee)
- Oberried (Grünenbach)
- Oberried (Heimenkirch)
- Oberscheiben (Weiler-Simmerberg)
- Oberschmitten (Röthenbach/Allgäu)
- Oberschwenden (Scheidegg)
- Obersteig (Maierhöfen)
- Oberstein (Scheidegg)
- Oberthalhofen (Stiefenhofen)
- Obertrogen (Weiler-Simmerberg)
- Opfenbach

### P
- Paradies (Lindau/Bodensee)
- Pferrenberg (Grünenbach)

### R
- Ranzenried (Stiefenhofen)
- Rappenfluh (Scheidegg)
- Raschenberg (Maierhöfen)
- Rastmühle (Stiefenhofen)
- Ratzenberg (Lindenberg im Allgäu)
- Rauen (Gestratz)
- Rehlings (Weißensberg)
- Rengersweiler (Lindau/Bodensee)
- Rentershofen (Röthenbach/Allgäu)
- Reute (Maierhöfen)
- Reute (Opfenbach)
- Reute (Scheidegg)
- Reutenen (Wasserburg/Bodensee)
- Reutenmühle (Hergatz)
- Reutin (Lindau/Bodensee)
- Rickatshofen (Lindau/Bodensee)
- Rickenbach (Lindau/Bodensee)
- Rickenbach (Scheidegg)
- Ried (Gestratz)
- Ried (Lindenberg im Allgäu)
- Rieder (Weiler-Simmerberg)
- Riedhirsch (Heimenkirch)
- Riedholz (Maierhöfen)
- Riegen (Weiler-Simmerberg)
- Ringenberg (Maierhöfen)
- Rorgenmoos (Scheidegg)
- Rothach (Weiler-Simmerberg)
- Röthenbach (Allgäu)
- Rothentöbele (Gestratz)
- Rothkreuz (Weißensberg)
- Ruhlands (Opfenbach)
- Rupolz (Hergensweiler)
- Ruppenmanklitz (Weiler-Simmerberg)
- Rutzen (Gestratz)
- Rutzhofen (Stiefenhofen)

### S
- Salmers (Weiler-Simmerberg)
- Salmersberg (Weiler-Simmerberg)
- Sauters (Lindau/Bodensee)
- Schachen (Lindau/Bodensee)
- Schalkenried (Scheidegg)
- Schanz (Maierhöfen)
- Scharfentöbele (Maierhöfen)
- Scheffau (Scheidegg)
- Scheidegg
- Scheidenweiler (Hergensweiler)
- Schillers (Hergensweiler)
- Schirpfentobel (Scheidegg)
- Schlachters (Sigmarszell)
- Schmalenberg (Röthenbach/Allgäu)
- Schmalzgrube (Scheidegg)
- Schnattern (Gestratz)
- Schneit (Grünenbach)
- Schnellers (Oberreute)
- Schönau (Grünenbach)
- Schönau (Lindau/Bodensee)
- Schönbühl (Lindau/Bodensee)
- Schönebühl (Oberreute)
- Schreckelberg (Hergatz)
- Schreckenmanklitz (Weiler-Simmerberg)
- Schrundholz (Opfenbach)
- Schüttentobel (Grünenbach)
- Schwand (Wasserburg/Bodensee)
- Schwanden (Stiefenhofen)
- Schwarzen (Maierhöfen)
- Schwarzenberg (Hergatz)
- Schwarzensee (Hergatz)
- Schwatzen (Weißensberg)
- Schweinebach (Maierhöfen)
- Schweineburg (Gestratz)
- Selmnau (Wasserburg/Bodensee)
- Siebers (Weiler-Simmerberg)
- Sigmarszell
- Soyers (Lindau/Bodensee)
- Spattweg (Opfenbach)
- Stadels (Oberreute)
- Staudach (Hergatz)
- Steig (Grünenbach)
- Stein (Grünenbach)
- Steinegaden (Röthenbach/Allgäu)
- Steinlishof (Maierhöfen)
- Stiefenhofen
- Stockach (Maierhöfen)
- Stockenweiler (Hergensweiler)
- Stoffels (Gestratz)
- Straß (Maierhöfen)
- Streitelsfingen (Lindau/Bodensee)
- Sulzenberg (Lindau/Bodensee)
- Sulzenmoos (Lindau/Bodensee)
- Syrgenstein (Heimenkirch)

### T
- Tannen (Gestratz)
- Taubenberg (Bodolz)
- Thalendorf (Gestratz)
- Thumen (Sigmarszell)
- Tobel (Sigmarszell)
- Tobel (Weiler-Simmerberg)
- Tobelmühle (Stiefenhofen)
- Trabers (Stiefenhofen)

### U
- Umgangs (Sigmarszell)
- Unterberg (Weiler-Simmerberg)
- Unterhochsteg (Lindau/Bodensee)
- Unternützenbrugg (Hergensweiler)
- Unterreitnau (Lindau/Bodensee)
- Unterreute (Gestratz)
- Unterreute (Oberreute)
- Unterried (Grünenbach)
- Unterried (Heimenkirch)
- Unterscheiben (Weiler-Simmerberg)
- Unterschmitten (Gestratz)
- Unterschwenden (Scheidegg)
- Untersteig (Maierhöfen)
- Unterstein (Scheidegg)
- Unterthalhofen (Stiefenhofen)
- Untertrogen (Weiler-Simmerberg)
- Unterwaltersberg (Lindau/Bodensee)

### V
- Vogelsang (Röthenbach/Allgäu)
- Volklings (Hergensweiler)
- Vorderschweinhöf (Oberreute)
- Vorholz (Maierhöfen)

### W
- Waltersberg (Lindau/Bodensee)
- Wannenthal (Lindau/Bodensee)
- Warmhalden (Maierhöfen)
- Wasserburg (Bodensee)
- Weihers (Lindenberg im Allgäu)
- Weiler im Allgäu
- Weiler-Simmerberg
- Weißen (Weiler-Simmerberg)
- Weißensberg
- Widdum (Sigmarszell)
- Wiesfleck (Lindau/Bodensee)
- Wigglis (Röthenbach/Allgäu)
- Wigratz (Opfenbach)
- Wigratzbad (Opfenbach)
- Wildberg (Weißensberg)
- Witzigmänn (Sigmarszell)
- Wohmbrechts (Hergatz)
- Wolfbühl (Maierhöfen)
- Wolfertshofen (Heimenkirch)
- Wolfgangsberg (Hergensweiler)
- Wolfsried (Stiefenhofen)

### Z
- Zech (Lindau/Bodensee)
- Zeisertsweiler (Sigmarszell)
- Zellers (Oberreute)
- Ziegelstadel (Heimenkirch)
- Zollamt (Scheidegg)
- Zwiesele (Heimenkirch)
- Zwirkenberg (Gestratz)

| ↑ Zurück zum Inhaltsverzeichnis |